# Tarcza Heraklesa

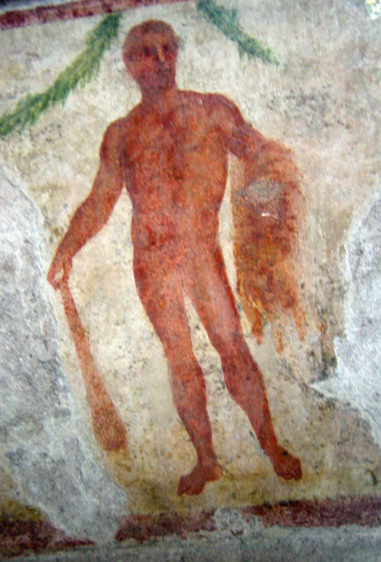
Fresk przedstawiający Heraklesa

Tarcza Heraklesa – zachowany w postaci krótkiego fragmentu starogrecki epos tradycyjnie przypisywany Hezjodowi. Poemat jest napisany heksametrem. Liczy około pięciuset wersów. Poemat był tłumaczony na język polski. Ostatnie tłumaczenie sporządził Jerzy Łanowski